# Giải bóng đá hạng nhất quốc gia Bỉ 1920–21
Đây là thống kê của Giải bóng đá hạng nhất quốc gia Bỉ mùa giải 1920-21.

## Tổng quan
Giải có sự tham gia của 12 đội, và Daring Club giành chức vô địch.

Vì số đội bóng tăng từ 12 lên 14, chỉ có một đội xuống hạng Promotion Division, và có 3 đội thăng hạng.

## Bảng xếp hạng
| Vị thứ | Đội bóng                    | St | T  | H | B  | BT | BB | Đ  | HS  | Ghi chú                        |
| ------ | --------------------------- | -- | -- | - | -- | -- | -- | -- | --- | ------------------------------ |
| 1      | Daring Club                 | 22 | 15 | 5 | 2  | 40 | 10 | 35 | +30 |                                |
| 2      | Royale Union Saint-Gilloise | 22 | 12 | 7 | 3  | 46 | 18 | 31 | +28 |                                |
| 3      | Beerschot                   | 22 | 13 | 1 | 8  | 51 | 28 | 27 | +23 |                                |
| 4      | FC Bruges                   | 22 | 11 | 4 | 7  | 47 | 29 | 26 | +18 |                                |
| 5      | Cercle Bruges               | 22 | 11 | 4 | 7  | 41 | 32 | 26 | +9  |                                |
| 6      | R.R.C. Bruxelles            | 22 | 8  | 6 | 8  | 43 | 40 | 22 | +3  |                                |
| 7      | La Gantoise                 | 22 | 8  | 6 | 8  | 28 | 33 | 22 | -5  |                                |
| 8      | RC de BBnd                  | 22 | 7  | 7 | 8  | 30 | 45 | 21 | -15 |                                |
| 9      | Royal Antwerp FC            | 22 | 6  | 8 | 8  | 29 | 37 | 20 | -8  |                                |
| 10     | KRC Malines                 | 22 | 4  | 7 | 11 | 22 | 42 | 15 | -20 |                                |
| 11     | RCS Verviers                | 22 | 4  | 4 | 14 | 34 | 51 | 12 | -17 |                                |
| 12     | R. Uccle Sport              | 22 | 2  | 3 | 17 | 17 | 63 | 7  | -46 | Xuống hạng Promotion Division. |